# Dolignon
Dolignon és un municipi francès situat al departament de l'Aisne i a la regió dels Alts de França. L'any 2007 tenia 58 habitants.

## Demografia

### Població
El 2007 la població de fet de Dolignon era de 58 persones. Hi havia 24 famílies de les quals 8 eren unipersonals (8 dones vivint soles i 8 dones vivint soles), 4 parelles sense fills, 8 parelles amb fills i 4 famílies monoparentals amb fills.
La població ha evolucionat segons el següent gràfic:
Habitants censats

### Habitatges
El 2007 hi havia 26 habitatges, 21 eren l'habitatge principal de la família, 3 eren segones residències i 2 estaven desocupats. Tots els 26 habitatges eren cases. Tots els 21 habitatges principals que hi havia estaven ocupats pels seus propietaris; 6 tenien quatre cambres i 15 en tenien cinc o més. 16 habitatges disposaven pel capbaix d'una plaça de pàrquing. A 12 habitatges hi havia un automòbil i a 6 n'hi havia dos o més.

### Piràmide de població
La piràmide de població per edats i sexe el 2009 era:
| Homes | Edats   | Dones |
| ----- | ------- | ----- |
| 0     | 95 o +  | 0     |
| 0     | 90 a 94 | 0     |
| 0     | 85 a 89 | 0     |
| 0     | 80 a 84 | 0     |
| 0     | 75 a 79 | 0     |
| 0     | 70 a 74 | 0     |
| 0     | 65 a 69 | 4     |
| 4     | 60 a 64 | 4     |
| 4     | 55 a 59 | 0     |
| 0     | 50 a 54 | 4     |
| 4     | 45 a 49 | 4     |
| 4     | 40 a 44 | 0     |
| 0     | 35 a 39 | 0     |
| 0     | 30 a 34 | 0     |
| 4     | 25 a 29 | 4     |
| 4     | 20 a 24 | 0     |
| 0     | 15 a 19 | 0     |
| 0     | 10 a 14 | 0     |
| 0     | 5 a 9   | 0     |
| 0     | 0 a 4   | 0     |

## Economia
El 2007 la població en edat de treballar era de 33 persones, 22 eren actives i 11 eren inactives. De les 22 persones actives 21 estaven ocupades (12 homes i 9 dones) i 1 aturada (1 home). De les 11 persones inactives 5 estaven jubilades, 1 estava estudiant i 5 estaven classificades com a «altres inactius».
Activitats econòmiques
L'únic establiment que hi havia el 2007 era d'una empresa de comerç i reparació d'automòbils.
L'any 2000 a Dolignon hi havia 6 explotacions agrícoles que ocupaven un total de 714 hectàrees.

## Poblacions més properes
El següent diagrama mostra les poblacions més properes.